# Environmental Partnership Association
Pour l’article homonyme, voir EPA.
L'Environmental Partnership Association (EPA) est  une fondation et une ONG tchèque organisée en consortium regroupant six fondations européennes de Bulgarie, de République tchèque, de Hongrie, de Pologne, de Roumanie et de Slovaquie qui soutiennent ensemble des projets communautaires visant à protéger l'environnement et à soutenir les communautés et la société locales.

## Émergence
Le consortium a été fondé en 2004 sous le nom de Partenariat environnemental pour le développement durable.

## Initiatives

### Arbre européen de l'année
L'EPA est à l'initiative du concours de l'Arbre européen de l'année réunissant tous les lauréats des concours de l'arbre de l'année des états membres. 

### Cyclisme européen
L'EPA est membre de la Fédération cycliste européenne et de l'Association européenne des voies vertes et coordonne le réseau européen d'itinéraires cyclables EuroVelo au niveau national dans les pays d'Europe centrale. L'EPA certifie également les installations et services pour les cyclistes avec la certification Cyclists Welcome (Cyclistes bienvenus), un réseau de qualité d'accueil pour le cyclotourisme en Tchéquie, en Slovaquie, en Hongrie et en Pologne.